# Hans Kilian und Lotte Köhler Centrum
Das Hans Kilian und Lotte Köhler Centrum (KKC) für sozial- und kulturwissenschaftliche Psychologie und historische Anthropologie ist ein im August 2014 am Lehrstuhl für Sozialtheorie und Sozialpsychologie in der Fakultät für Sozialwissenschaft der Ruhr-Universität Bochum gegründetes sozialwissenschaftliches Forschungszentrum. Das KKC wird von der Köhler-Stiftung im Stifterverband für die Deutsche Wissenschaft gefördert.
Im Sinne seiner Namensgeber (siehe unten) widmet sich das KKC  Aufgaben im Feld einer interdisziplinär und international ausgerichteten Psychologie und Psychoanalyse. Der Austausch mit Nachbardisziplinen wie der Soziologie, Ethnologie, Geschichtswissenschaft und Anthropologie, der Erziehungswissenschaft und Philosophie ist dabei wichtig. Ebenso wichtig ist das Engagement in interdisziplinären und internationalen Forschungszweigen wie der Critical Psychology, den Cultural und Postcolonial Studies, den Gender wie auch den Religious Studies.

## Namensgebung
Die Forschungseinrichtung ist nach zwei Persönlichkeiten benannt, deren Biographien eng miteinander verbunden sind:
- Hans Kilian (1921–2008) war von 1971 bis 1984 Professor für Sozialpsychologie und Angewandte Psychoanalyse an der Gesamthochschule/Universität Kassel. Seine besonderen Forschungsinteressen galten der Psychosomatik, der kulturrevolutionären Anthropologie sowie der interdisziplinären Analyse psychohistorischer und psychosozialer Entwicklungen.
- Lotte Köhler (1925–2022) erhielt ihre psychoanalytische Ausbildung in München und Zürich. Ihr besonderes Interesse galt der menschlichen Selbst- und Gedächtnisentwicklung in der frühen Kindheit. Ihre in den 1950er Jahren aufgenommene unternehmerische Tätigkeit beendete sie 1987 mit Gründung der Köhler-Stiftung zur Förderung der Wissenschaften vom Menschen im Stifterverband.

## Wissenschaftliche Aktivitäten
Das Centrum ist das Ergebnis einer institutionellen Entwicklung, die mit der Einrichtung des 2011 erstmals vergebenen Hans-Kilian-Preises für herausragende Forscherpersönlichkeiten begann und seitdem weitere wissenschaftlicher Aktivitäten nach sich zog. Dazu zählen insbesondere die
- Vergabe wissenschaftlicher Preise: Hans-Kilian-Preis, Ernst Boesch-Preis, Lotte Köhler-Preis
- Durchführung internationaler Hans-Kilian-Vorlesungen zur sozial- und kulturwissenschaftlichen Psychologie und integrativen Anthropologie
- Durchführung einschlägiger wissenschaftlicher Symposien und Workshops
- Vergabe von Kurzzeitfellowships zur Intensivierung nationaler und internationaler Kooperationen
- Betreuung eines Studierendenkollegs zum wissenschaftlichen Austausch unter den Deutschlandstipendiatinnen und -stipendiaten, die die Köhler-Stiftung jährlich an der Ruhr-Universität Bochum fördert
- Herausgabe der Gesammelten Schriften Hans Kilians
- Verwaltung von Hans Kilians schriftlichem Nachlass und Lotte Köhlers wissenschaftlichem Werk im Kilian-Köhler-Archiv